# عاصم بن عمر بن قتادة
عاصم بن عمر بن قتادة بن النعمان بن زيد الأوسي الأنصاري الظفري تابعي سكن المدينة المنورة، وأحد رواة الحديث النبوي، وعالم بالسيرة النبوية والمغازي.

## سيرته
هو حفيد الصحابي قتادة بن النعمان، أمه أم الحارث بنت سنان، وهو أخو المُحدّث يعقوب بن عمر بن قتادة، يُكنى بأبي عمر أو أبي عمرو، وهو من الأوس.
كانت له رواية للعلم، وعلم بالسيرة النبوية، ومغازي النبي، يعتمد عليه ابن إسحاق في السيرة كثيرًا، وكان ثقة كثير الحديث، ووفد علي عمر بن عبد العزيز فِي خِلافَتِهِ، في دين لزمه، فقضاه عنه عُمَر، وأمر له بعد ذلك بمعونة، وأمره أن يجلس في مسجد دمشق، فيحدث الناس بمغازي النبي، ومناقب الصحابة، ففعل، ثم رجع إلى المدينة المنورة. وظل بها حتى توفي سنة 120 هـ، في خلافة هشام بن عبد الملك. وليس له عقب.

## روايته للحديث النبوي
- روى عن: أنس بن مالك، وأيوب بن بشر المعاوي، وجابر بن عبد الله بن عمرو بن حرام، والحسن بن محمد بن الحنفية، وعبد الرحمن بن جابر بن عَبد الله، وعبد الرحمن بن موسى، صاحب عبد الله بن صفوان، وعبد الْوَاحِدِ بْنُ مُحَمَّدِ بْنِ عَبْدِ الرحمن بن عوف، وعُبَيد الله الخولاني، وعلي بن الحسين بن علي بن أبي طالب، وأبيه عُمَر بن قتادة بن النعمان، ومحمود بن لبيد، ونملة بن أَبي نملة الأَنْصارِيّ، وجدته رميثة ولها صحبة.
- روى عنه: بكير بن عبد الله بن الأشج، وزيد بن أسلم، وسعد بْن إسحاق بْن كعب بْن عجرة، وعباس بن عَبد الله بن معبد بن عباس، وعبد الرَّحْمَنِ بْن سُلَيْمان بْن الغسيل، وعلي بن عروة الدمشقي، وعمارة بن غزية، وعَمْرو بْن عثمان بْن هانئ، وعَمْرو بن أَبي عَمْرو مولى المطلب، وابنه الفضل بن عاصم بن عُمَر بن قتادة، ومحمد بن إسحاق بن يسار، ومحمد بْن صالح بن دينار التمار، وأبو الأسود مُحَمَّد بْن عَبْد الرحمن بن نوفل، ومحمد بن عجلان، ويزيد بن عياش بن جعدبة، ويعقوب بن أبي سلمة الماجشون، ويعقوب بن محمد الظفري.[3]
- الجرح والتعديل: وثّقه يحيى بن معين وأبو زرعة الرازي والنسائي ومحمد بن سعد البغدادي، وذكره ابن حبان في كتاب الثقات، وقال ابن عدي: «مستقيم الحديث إذا روى عنه ثقة»، وروى له الجماعة.[3]